# Klášterec (Olšany)
Klášterec (niem. Klösterle) – przysiółek wsi Olšany w powiecie Šumperk, w Czechach. W miejscowości znajduje się XIV-wieczny kościół Zwiastowania NMP oraz ruiny klasztoru.